# East Fork Toklat River
Der East Fork Toklat River ist ein 64,5 Kilometer langer rechter Nebenfluss des Toklat River im Zentrum des US-Bundesstaats Alaska.

## Flusslauf
Der East Fork Toklat River wird von einem namenlosen Gletscher an der Nordflanke der Alaskakette gespeist. Der Fluss fließt in überwiegend nordnordwestlicher Richtung. Er wird von mehreren Gletscherflüssen gespeist. Der Polychrome-Gletscher und mehrere kleinere Nachbargletscher speisen mit ihren Abflüssen den East Fork Toklat River. Die Straße durch den Denali-Nationalpark kreuzt den Flusslauf. Der East Fork Toklat River mündet schließlich in den Toklat River. Der East Fork Toklat River entwässert ein Areal von etwa 545 km².